# Pretzsch, Burgenland
Pretzsch là một đô thị thuộc huyện Burgenland, bang Sachsen-Anhalt, Đức. Đô thị Pretzsch, Burgenland có diện tích 2,38 kilômét vuông, dân số thời điểm ngày 31 tháng 12 năm 2006 là 171 người.